# Grand Prix Pacyfiku Formuły 1
Grand Prix Pacyfiku – eliminacja Mistrzostw Świata Formuły 1, zorganizowana w sezonach 1994-1995 na torze TI Aida w mieście Aida (obecnie Mimasaka).

## Historia
W czerwcu 1993, podpisano pięcioletni kontrakt na organizację wyścigu Formuły 1 na torze TI Aida, po niepowodzeniu związanym z organizacją wyścigu na obiekcie Autopolis.
Pierwszy wyścig, który odbył się w sezonie 1994 wygrał Michael Schumacher z zespołu Benetton. Niemiec zwyciężył po tym, jak Ayrton Senna brał udział w pierwszym wypadku na zakręcie z Miką Häkkinenem i Nicolą Larinim. Po trzęsieniu ziemi w Kobe, wyścig w sezonie 1995 został przeniesiony z kwietnia na październik. Ponownie zwycięzcą wyścigu został Michael Schumacher, który tym samym zapewnił sobie drugi tytuł mistrzowski.
Po 1995 roku zaniechano organizacji wyścigu o Grand Prix Pacyfiku, ze względu na lokalizację toru w odległej części Japonii; ponadto podobna krytyka uniemożliwiła Autopolis organizację wyścigu o Grand Prix Azji w 1993. Kiedy ogłoszono, że wyścig o Grand Prix Japonii powróci na tor Fuji International Speedway w sezonie 2007, pojawiły się spekulacje dot. organizowania Grand Prix Pacyfiku na torze Suzuka International Racing Course. We wrześniu 2007 ogłoszono jednak naprzemienną organizację wyścigów w Japonii na obu torach

## Zwycięzcy Grand Prix Pacyfiku
| Sezon | Kierowca           | Konstruktor      | Tor     |        |
| ----- | ------------------ | ---------------- | ------- | ------ |
| 1994  | Michael Schumacher | Benetton-Ford    | TI Aida | Wyniki |
| 1995  | Michael Schumacher | Benetton-Renault | TI Aida | Wyniki |
| Sezon | Kierowca           | Konstruktor      | Tor     |        |

Liczba zwycięstw (kierowcy):
- 2 – Michael Schumacher

Liczba zwycięstw (producent samochodów):
- 2 – Benetton

Liczba zwycięstw(producent silników):
- 1 – Ford, Renault